# Hôtel de la Marine de Rochefort
L'hôtel de la Marine de Rochefort, bâti au XVIIe siècle, est situé à Rochefort en Charente-Maritime, région Nouvelle-Aquitaine, en France. L'immeuble a été inscrit au titre des monuments historiques en 2015.

## Historique
L'hôtel de la Marine est l'ancien château des seigneurs de Rochefort, qui tire son nom roca fortis d'une colline rocheuse culminant à 18 mètres d'altitude, située un peu au nord, qui a obligé la Charente à faire un méandre, et qui avait été fortifiée. L'Hôtel de Cheusse est une extension de ce château. Il a toujours été le siège du représentant de l'autorité seigneuriale, puis royales, puis militaire, puis civile, jusqu'au départ du sous-préfet.
Réédifié à partir de 1670 et connu par la suite sous le nom de Maison du roi, l'hôtel de la Marine est la résidence des Intendants de la Marine jusqu'en 1781, date à laquelle il devient la demeure des commandants de la Marine. De 1800 à 1927, il abrite la préfecture maritime et reste dans le giron de la Marine jusqu'en 2002. Depuis 2004, il abrite le commandement des écoles de la Gendarmerie nationale. 
Le bâtiment est inscrit au titre des monuments historiques par arrêté du 8 octobre 2015. L'arrêté de classement du 22 juin 2023 se substitue à celui d'inscription.

### Hôtes célèbres
- François Blondel, architecte du roi qui a fait les plans de la ville et de la corderie.
- en 1775, le duc de Chartres[2]
- le 27 mai 1777, le comte d'Artois (1757-1836), frère du roi Louis XVI, venu visiter l'arsenal et les ports; son séjour dure plusieurs jours puisque le 29 mai 1777 il est parrain à l'église Saint-Louis de Marie-Thérèse Charlotte, fille du maire Jean-Marie Lochet de Vaudidon[3].
- le 19 juin 1777, Joseph II de Lorraine-Habsbourg, empereur d'Autriche (1741-1790), frère de la reine Marie-Antoinette (1755-1793), venu aussi visiter l'arsenal, mais il voulut rester incognito et descendre à l'auberge du Baschat[3], la plus ancienne de la ville fondée vers 1670 par Pierre Richard (1639-1703)[4].
- La Fayette y aurait séjourné dans une chambre du premier étage lorsqu'il est ven prendre le commandement de son navire et embarquer le 20 mars 1780 pour l'Amérique.
- Napoléon est venu une première fois les 4 et 6 août 1808. Embarqué avec  Joséphine à Sainte-Hippolyte, il arrive par le fleuve sur les quais sous les acclamations. Reçu par le vice-amiral Martin, premier préfet maritime, il réside avec Joséphine à l'hôtel de la Marine et va visiter Fort Boyard dont il avait ordonné la construction en 1801, alors qu'il était premier consul; il n'est pas impossible qu'il soit déjà venu à Rochefort à cette occasion. Il revient une seconde fois le 3 juillet 1815, en attendant que les deux frégates la Saale et la Méduse ne le prenne pour forcer le blocus au large de l'Île d'Aix et passer en Amérique.
- le général De Gaulle
- l'amiral Maurice Dupont, préfet maritime nommé en 1962, qui a sauvé et reconstruit la corderie royale.

## Architecture

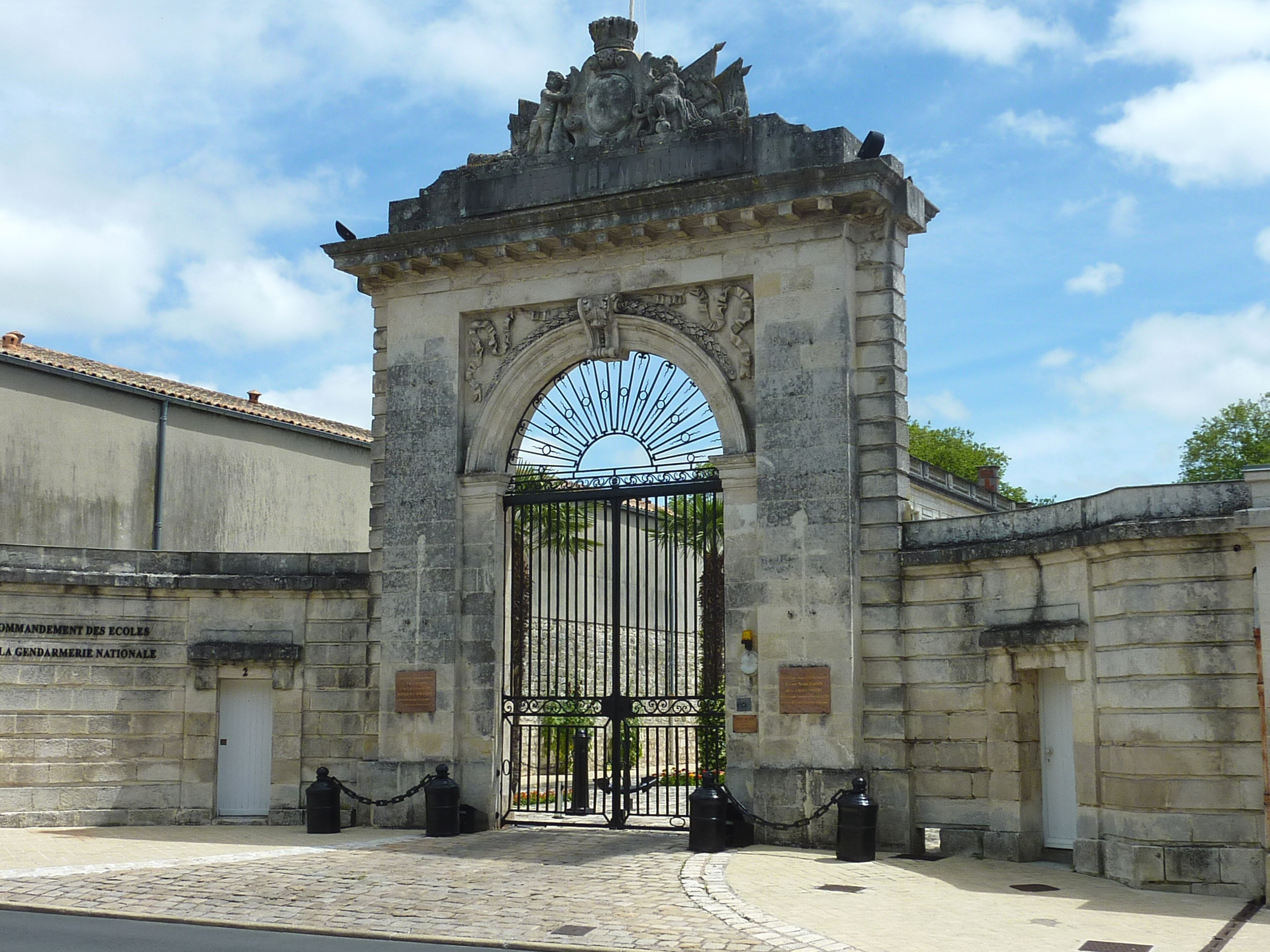